# Часті питання про подорожі в часі
«Часті питання про подорожі в часі» (англ. Frequently Asked Questions About Time Travel) — британський фантастичний комедійний фільм 2009 р. режисера Гарета Каррівіка та сценариста Джеймі Метісона. Головні ролі виконували: Кріс О'Дауд, Марк Вуттон, Дін Леннокс Келлі та Анна Фаріс. 
Фільм оповідає про двох ізгоїв і їх цинічного друга, коли вони намагаються знайти вихід зі складної ситуації, пов'язаної з подорожами в часі, усередині британського пабу. Фаріс грає дівчину з майбутнього, яка допомагає трійці розплутати проблему.
Випущений у Великій Британії та Ірландії 24 квітня. Телепрем'єра відбулася на BBC Two 1 серпня 2010 р., фільм присвячений Гарету Каррівіку, який помер на початку цього року.

## Сюжет
Для молодого чоловіка на ім'я Рей (Кріс О'Дауд) день почався не цілком вдало, його вигнали з роботи у парку атракціонів, за те що він налякав дітей. Увечері він зі своїми друзями, яких звуть Тобі (Марк Вуттон) і Піт (Дін Ленокс Келлі), відправляється випити, як це зазвичай заведено, посидіти в одному барі, а потім в іншому. Під час походу за горішками і пивом, Рей зустрічає чарівну дівчину Кейсі (Анна Феріс), яка повідомляє йому, що вона мандрівниця в часі, що усуває часові витоки, а він велика людина. Рей думає, що це розіграш, влаштований його друзями, вони здивовані не менше нього. Піт тим часом відправляється у вбиральню, але коли повертається в зал, виявляє, що всі мертві, включаючи його самого, який встиг відростити бороду, він з жахом тікає і ховається в туалеті. Вийшовши з туалету знову, він бачить, що все гаразд, всі живі і здорові, йому ніхто не вірить.
Піт укладає парі на 10 фунтів, друзі відправляються в туалет, на виході чують музику і все начебто б гаразд, але пізніше вони виявляють себе, які сидять за столом. Рей пропонує сховатися в комірчині під сходами, потім згадує, що Кейсі ще тут, розповідає їй про те, що трапилося. Щоб не ризикувати, вони йдуть в жіночий туалет, але знову провалюються в часі. Вийшовши, друзі виявляють зруйновану будівлю бару і засніжене місто, спустошене з гігантськими комахами. Піт, злякавшись, біжить в туалет, Рей і Тобі вже хочуть йти за ним, як раптом він з'являється з інших дверей, брудний і бородатий. Він розповідає про пережитий ним жах, про далеке минуле, в яке він потрапив. До всього іншого на стіні будівлі вони виявляють картину з їх зображенням. Знову увійшовши в туалет, вони опиняються на тематичній вечірці, присвяченій їм самим. Там вони зустрічають дівчину Міллі, яка відправляє їх назад в їхній час.
Повернувшись, вони чекають, поки їх двійники покинуть столик, займають його і дізнаються, що ж їх прославить — лист до Голлівуду або те, що написано на звороті листка. В цей час з'являється мандрівниця в часі і дізнається від Рея про другий часовий виток в жіночому туалеті, але вона не може переміститися. Інша мандрівниця по імені Міллі намагається вбити всіх друзів, бо належить до групи «редакторів». У сутичці всі гинуть, окрім Рея, який перекидає склянку з пивом на листок, який повинен прославити героїв. Це чує з'явившийся Піт з іншого часового інтервалу і тікає.
Раптово все повертається на круги своя, запис на листку не вцілів, друзі йдуть з бару. Але в невеликому провулку, де вони проходять, обговорюючи останні події, відкривається портал. З'являється Кейсі і просить Рея йти з нею, а Рей вмовляє друзів піти за ним. Рей з Тобі і Пітом розчиняються в порталі, але через кілька секунд з'являються з-за паркану. Разом з Реєм виходять два Піта. А трохи пізніше повз пробігає Тобі, за яким женеться інший Тобі.

## Ролі
- Анна Фаріс — Кейсі, співробітниця бюро, яка займається усуненням часових витоків, любить роботу за можливість зустрічати цікавих людей.
- Кріс О'Дауд — Рей, обожнює тематику подорожей у часі, здатний говорити про це годинами.
- Дін Леннокс Келлі — Піт, веселун, який не проти посміятися над захопленнями своїх друзів.
- Марк Вуттон — Тобі, вважає себе письменником, записує все, що придумує сам або те, що придумують його друзі.
- Мередіт Макнейл — Міллі, редактор «Коригування причин»
- Рей Гарднер — Меллор
- Нік Івенс — Баррі
- Артур Найтінгейл — старий

## Музика
- «Kayleigh» — The Countdown Singers
- «Slippin' and Slidin'» — Rendle
- «Flea Circus» — Marder
- «Geno» - The Countdown Singers
- «The Land of Make Believe» — Bucks Fizz
- «Rivers of Babylon» — Boney M
- «Total Eclipse Of The Heart» — Бонні Тайлер
- «Magic» — The Countdown Singers
- «The Final Countdown» — Eskimo Disco
- «Humans» — Ry Byron & The Gentlemen

## Реліз
DVD випущений 7 вересня 2009 р. у Великій Британії.

## Виробництво
Фільм спільного виробництва HBO Films і BBC Films. Знятий Pinewood Studios у Великій Британії. У титрах фільму є подяка «The Wheatsheaf Pub». 
Це останній проект режисера Гарета Каррівіка. Він помер від лейкемії 16 березня 2010 р., майже через рік після виходу фільму в прокат у Великій Британії. 

### Дизайн
Вступні титри з'являються друкованими літерами на світло-блакитному фоні, в тому ж стилі, що і фільми про Супермена.

## Критика
Рейтинг на Rotten Tomatoes — 40% на основі двадцяти професійних оглядів, IMDb — 7,1/10.

## Цікаві факти
- Коли Рей вперше зустрічає Кессі, вона носить кулон-метелик; можливо, це натяк на одне з найвідоміших фантастичних оповідань про подорожі у часі — «І грянув грім» Рея Бредбері, де мандрівник у часі змінює майбутнє (своє сьогодення), ступаючи на метелика в далекому минулому.